# 515. pr. Kr.
◄ | 7. stoljeće pr. Kr. | 6. stoljeće pr. Kr. | 5. stoljeće pr. Kr. | ►
◄ | 540-ih pr. Kr. | 530-ih pr. Kr. | 520-ih pr. Kr. | 510-ih pr. Kr. | 500-ih pr. Kr. | 490-ih pr. Kr. | 480-ih pr. Kr. | ►
◄◄ | ◄ | 518. pr. Kr. | 517. pr. Kr. | 516. pr. Kr. | 515 pr. Kr. | 514. pr. Kr. | 513. pr. Kr. | 512. pr. Kr. | ► | ►►
Astronomija

## Događaji
- 12. ožujka – Dovršena je izgradnja Hrama u Jeruzalemu.
- perzijski vladar Darije I. Veliki podiže veličanstveni Perzepolis.
- Darije I. Veliki guši pobunu u satrapiji Satagidiji